# Нёхтынпырын-Яха
Нёхтынпырын-Яха — река в России, протекает по территории Пуровского района Ямало-Ненецкого автономного округа. Начинается в озёрной местности на юге Пуровского района. Течёт в северо-западном направлении через сосновую тайгу с примесью кедра и берёзы. В среднем течении по обоим берегам реки лежат болота, в низовьях пойма также заболочена. Устье реки находится в 54 км по правому берегу реки Итуяха на высоте 87,1 метра над уровнем моря. В среднем течении пересекается дорогой Ноябрьск—Сургут и линией электропередачи. Длина реки составляет 36 км. Высота устья — 87,1 м над уровнем моря.

## Гидроним
Название происходит из лесного ненецкого языка, на котором звучит как Нељчена пыљиң дяха и имеет значение «река первой щуки».

## Хозяйственное освоение
По левому берегу реки расположено Карамовское нефтегазовое месторождение.

## Данные водного реестра
По данным государственного водного реестра России относится к Нижнеобскому бассейновому округу, водохозяйственный участок реки — Пур. Речной бассейн реки — Пур.
Код объекта в государственном водном реестре — 15040000112115300055219.